# Aleksander Formajster
Aleksander Formajster pseud. Olek (ur. 1887  w Lubartowie, zm. 28 sierpnia 1937 w Moskwie) – działacz komunistyczny, funkcjonariusz Czeki, GPU i NKWD.

## Życiorys
Syn Romana, administratora majątku Puławskiego Instytutu Gospodarstwa Wiejskiego i Leśnictwa w Końskowoli. Skończył 4 klasy szkoły miejskiej w Puławach. W 1903 wstąpił na krótko do PPS, a od 1904 działał w SDKPiL, był agitatorem i kolporterem literatury.
W latach 1904–1905 członek Komitetu Południowego SDKPiL w Puławach. Był jednym z kierowniczych działaczy Wojskowo-Rewolucyjnej Organizacji (WRO) SDKPiL, z ramienia której agitował studentów Instytutu Puławskiego, żołnierzy tamtejszego garnizonu i chłopów powiatów puławskiego i lubartowskiego. W okresie rewolucji 1905 roku w kwietniu 1905 współorganizował nieudane powstanie żołnierzy puławskiego garnizonu. W październiku 1905 przemawiał na wiecach studenckich. W styczniu 1906 został aresztowany pod zarzutem zabójstwa strażnika ziemskiego w Markuszowie i w maju skazany na karę śmierci zamienioną w październiku na dożywotnią katorgę. W latach 1907–1917 przebywał na zesłaniu we wschodniej Syberii, uwolniony po rewolucji lutowej, od kwietnia 1917 działał w moskiewskiej grupie SDKPiL, a od grudnia 1918 w KPRP/KPP. Wiosną 1917 pracował w moskiewskiej milicji robotniczej. Od czerwca 1917 do lutego 1918 reprezentant milicjantów należących do Socjaldemokratycznej Partii Robotniczej Rosji (bolszewików) (SDPRR(b)) w Komitecie Wykonawczym Rad Delegatów Robotniczych i Żołnierskich (RDRiŻ) w Kisłowodzku.
Od lutego do września 1918 współorganizował komuny rolne w guberni moskiewskiej, następnie walczył w Zachodniej Dywizji Strzelców jako komisarz m.in. lotnego oddziału w Wilnie (od stycznia do marca 1919), potem był naczelnikiem milicji Wilna. Od maja do końca grudnia 1919 był komisarzem oddziału Czeki w Mińsku. W latach 1919–1936 wyższy funkcjonariusz Czeki, GPU i NKWD w Moskwie, Smoleńsku i Charkowie. Od 16 stycznia 1936 był kierownikiem Tajnego Wydziału Międzynarodówki Komunistycznej (MK) w Moskwie, zastępcą kierownika wydziału łączności międzynarodowej.
W czasie wielkiej czystki 17 maja 1937 został aresztowany przez NKWD. 25 sierpnia 1937 postanowieniem „trójki” NKWD skazany na śmierć za „zdradę ojczyzny”, rozstrzelany 28 sierpnia 1937. Skremowany w krematorium na Cmentarzu Dońskim i tam pochowany anonimowo.
Zrehabilitowany 22 grudnia 1958 postanowieniem sądu wojskowego Moskiewskiego Okręgu Wojskowego.